# Syllis fasciata
Syllis fasciata är en ringmaskart som beskrevs av Anders Johan Malmgren 1867. Syllis fasciata ingår i släktet Syllis och familjen Syllidae. Arten har ej påträffats i Sverige. Inga underarter finns listade i Catalogue of Life.